# Siljansnäs flygplats
Siljansnäs flygplats är en svensk privat flygplats utanför Siljansnäs som ägs och drivs av Siljan AirPark samfällighetsförening. Siljansnäs flygklubb bedriver sin verksamhet på flygplatsen.

## Siljan Air Park
I anslutning till flygplatsen ligger Siljan AirPark som är ett bostadsområde där de boende kan uppföra ett eget hus och en mindre hangar för att kunna ta sitt flygplan från bostadshuset via en taxibana direkt ut på flygfältet. Siljan AirPark invigdes 2009.

### Siljan AirPark Museum
På området fanns 2011-2014 flygmuseet Siljan AirPark Museum som sattes upp i samarbete med Tekniska museet.